# Claviceps
Ergot (pron. /ˈɜːrɡət/ UR-gət) hay nấm ergot là một nhóm nấm thuộc chi Claviceps.
Thành viên nổi bật nhất của nhóm này là Claviceps purpurea ("nấm cựa gà"). Loại nấm này phát triển trên lúa mạch và các loại thực vật có liên quan, và tạo ra alkaloid có thể gây ra ergotism ở người và các động vật có vú khác tiêu thụ ngũ cốc bị nhiễm cấu trúc quả của nó (được gọi là ergot sclerotium).
Claviceps bao gồm khoảng 50 loài được biết đến, chủ yếu ở các vùng nhiệt đới. Các loài có ý nghĩa kinh tế bao gồm C. purpurea (ký sinh trên các loài cỏ cỏ và ngũ cốc), C. fusiformis (trên kê trân châu, cỏ trâu), C. paspali (trên cỏ dallis), C. africana (on sorghum), and C. lutea (on paspalum). C. purpurea ảnh hưởng phổ biến nhất đến các loài lai xa như lúa mạch đen (vật chủ phổ biến nhất của nó), cũng như triticale, lúa mì và lúa mạch. Nó chỉ ảnh hưởng đến yến.
C. purpurea có ít nhất ba giống, khác nhau về tính đặc hiệu của vật chủ:
- G1 — đất cỏ của đồng cỏ và cánh đồng mở;
- G2 — cỏ từ môi trường ẩm ướt, rừng và núi;
- G3 (C. purpurea var. spartinae) — cỏ đầm lầy muối (Spartina, Distichlis).